# David S. Blitzer
David Scott Blitzer est un homme d'affaires et investisseur américain né le 7 septembre 1969. Il est notamment propriétaire minoritaire des Devils du New Jersey, des Philadelphia 76ers, du Crystal Palace FC, de l'Estoril-Praia du FC Augsburg, d'ADO Den Haag, du Waasland-Beveren, du Real Salt Lake, des Scranton Wilkes / Barre RailRiders et de l'équipe d' esport Dignitas. Il occupe également un poste de directeur exécutif au sein de la société d'investissement Blackstone Group.
Il est notamment au cœur de rumeurs quant au rachat de l'AS Saint-Étienne en mai 2022.

## Biographie
David Blitzer a grandi et été élevé à Scotch Plains dans le New Jersey dans une famille de confession juive,. En 1991, il est diplômé, avec mention, à l'Université de Pennsylvanie. Il y a rencontré sa femme, Allison Ross. 
Il commence en 1991 sa carrière à Blackstone à New York en tant que directeur général et chef des opportunités,.

## Philanthropie
Le couple Blitzer a fondé la Blitzer Family Fondation qui œuvre en faveur de la jeunesse par l'éducation, le sport et les questions sanitaires. Blitzer prend également part à the Boards of Dream, qui offre son aide à plus de 2200 jeunes de quartiers défavorisés, à la Riverdale Country School, prend place au conseil consultatif du département chirurgical de l'Hôpital Mont Sinaï de Manhattan, ainsi qu'au conseil de surveillance de Wharton School, et au conseil d'administration de l'Université de Pennsylvanie. 
Blitzer est également un soutien d'Hillel International, une organisation estudiantine juive.